# Didier Pironi
Didier Pironi (Villecresnes, 26 maart 1952 – Southampton (Verenigd Koninkrijk), 23 augustus 1987) was een Franse Formule 1-coureur.

## Loopbaan
Pironi kwam vanuit de Formule 2 in de Formule 1 terecht bij het Britse team van Ken Tyrrell. In 1980 stapte hij na twee redelijk succesvolle seizoenen over naar het Franse Ligier, waarvoor hij dat jaar de Belgische Grand Prix won. In 1981 maakte hij de overstap naar Ferrari, waar hij ploegmaat werd van Gilles Villeneuve. Het seizoen van 1981 stond bij Ferrari in het teken van de ontwikkeling van de turbo-motor en zorgde voor een wisselend seizoen, waarin Pironi geen overwinningen behaalde. Na het zaaien in '81 konden Pironi en Villeneuve in 1982 oogsten en domineerden ze de start van het seizoen. Nadat hij -in zijn ogen eerste rijder- Villeneuve de overwinning afnam in San Marino, wat tussen beide teamgenoten voorgoed een wig dreef (Villeneuve kwam in de kwalificatie van de volgende race in België om het leven), won hij nog de Nederlandse Grand Prix, zijn laatste overwinning.

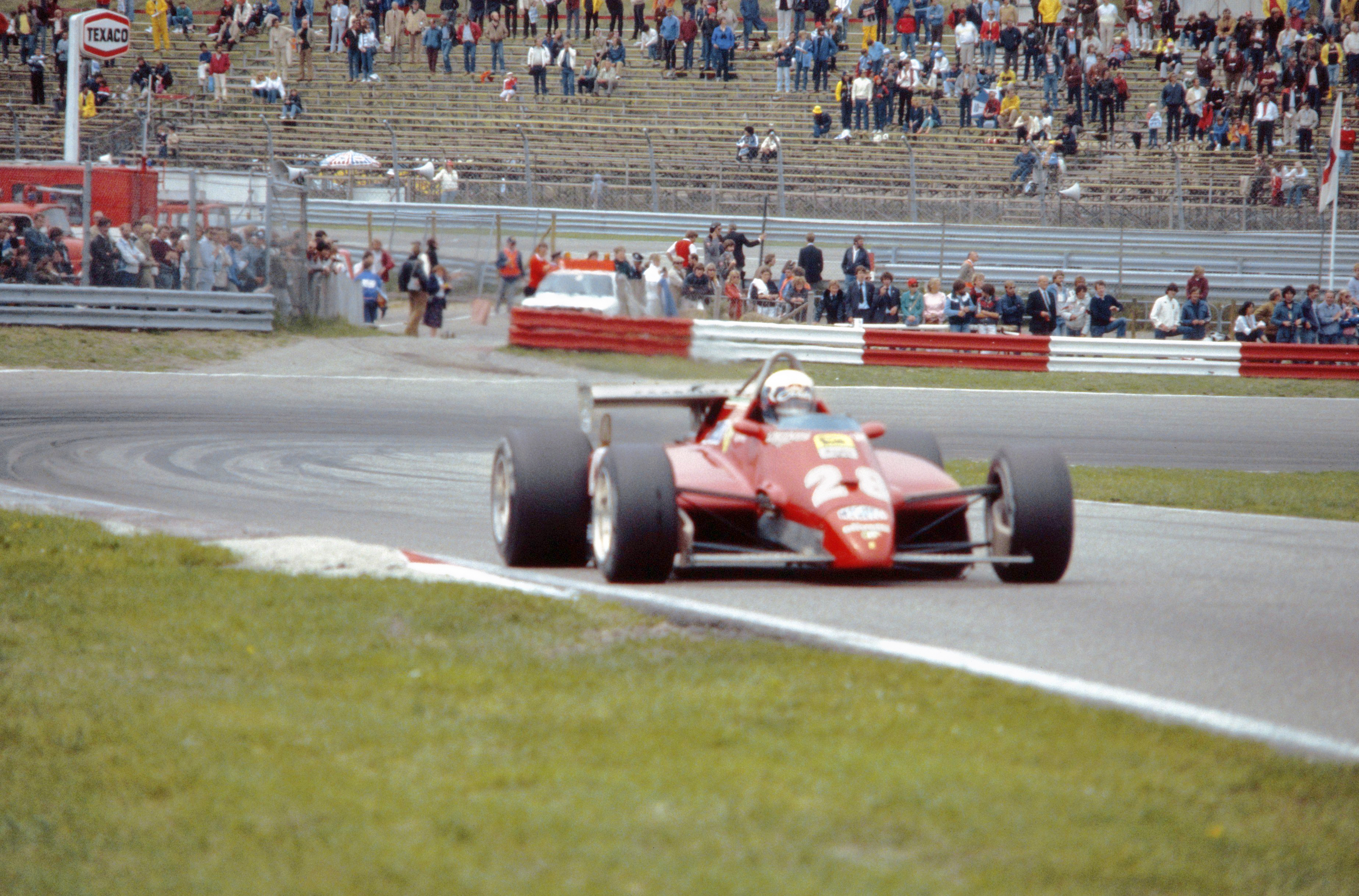
Didier Pironi in actie tijdens de GP van Nederland 1982, die hij won.

Pironi was een gedreven piloot, met de ambitie om Frankrijks eerste wereldkampioen te worden. Nadat hij dacht de titel binnen bereik te hebben in 1982, eindigde zijn carrière rampzalig. Tijdens de natte vrije training van de Duitse Grand Prix van dat jaar in Hockenheim kwam hij door slecht zicht in botsing met landgenoot Alain Prost. De ernstige verwondingen aan zijn benen die hij opliep, betekenden het einde van zijn F1-loopbaan. Pironi had op dat moment 39 punten in het kampioenschap, een voorsprong van zestien punten op Keke Rosberg. Maar hij kon in de laatste vijf races van dat seizoen niet meer aan de start verschijnen. Rosberg scoorde in die laatste vijf races 21 punten en won het kampioenschap, hoewel hij dat jaar maar één Grand Prix had gewonnen. Ferrari slaagde er wel in de leiding in het constructeurskampioenschap vast te houden en te verzilveren. 
Ondanks aanbiedingen van Ferrari, Ligier en AGS kwam Pironi nooit meer aan de start van een Grand Prix.
Pironi vervolgde zijn gemotoriseerde loopbaan in het offshore powerboatracen, maar kwam 23 augustus 1987 om het leven, toen zijn powerboat verongelukte tijdens een race in de buurt van het eiland Wight.